# Сабрина под водой
«Сабрина под водой» (англ. Sabrina, Down Under) — американский телевизионный художественный фильм, поставленный режиссёром Кеннетом Кохом. Третий полнометражный фильм, повествующий о юной ведьме. Основан на комиксах и телесериале «Сабрина — маленькая ведьма».

## Сюжет
На каникулах Сабрина отправляется в путешествие к австралийскому Большому Барьерному рифу вместе со своей недавно обретённой подругой-ведьмой Гвен. Две ведьмы приехали не только для того, чтобы расслабиться, но и чтобы выполнить одну очень важную миссию, которая по силам только волшебнице. Огромное семейство морских дев, обитающее у австралийских берегов, страдает от загрязнения бухты. Ещё одну угрозу для полулюдей-полурыб представляет биолог доктор Мартин, который решительно настроен отыскать Бухту ради своей популярности и денег. Он просто уверен, что сможет найти сказочных существ и прославиться на весь мир. Подружки должны любой ценой помешать ученому раскрыть русалок. Сабрина и Гвен должны предотвратить угрозу разоблачения морских дев, ведь если доктор найдёт морскую деву, магия может стоять на грани разоблачения. Кот Салем тоже не скучает. Он знакомится с прекрасной кошечкой Хилари, которая оказывается заколдованной ведьмой. Пока он налаживает свои отношения, Сабрина и Гвен занимаются спасением русалок. Они прячут одного из них, превратив в человека. Тем временем Салем случайно снимает на фотоаппарат судно, которое и является причиной загрязнения. После многих приключений им удаётся заставить учёного отказаться от изначальных намерений. Когда Салем приходит на очередное свидание к Хилари, он обнаруживает, что она расколдована. Он хочет отправиться с ней, но Хилари заявляет, что больше любит собак. Жизнь как бы мстит Салему за его чопорность, излишнюю придирчивость и предвзятость, несносное поведение, привычку лезть не в своё дело, дурной нрав и скверный характер. А Сабрина и Гвен продолжают свой отдых.

## В ролях
- Мелисса Джоан Харт — Сабрина;
- Тара Стронг — Гвен;
- Скотт Майклсон[англ.] — Барнэби;
- Линдсей Слоун — Фин, сестра Барнэби;
- Ник Бэкей — Салем (голос);
- Питер О’Брайен[англ.] — доктор Джулиан Мартин;
- Ребекка Гибни — Хилари, бывшая кошка;
- Стив Харман — ассистент доктора Мартина;

## Награды и номинации
В 2000 году фильм номинировался на премию «Молодой актёр» (англ. Young Artist Awards) в категории «Лучший семейный телефильм».

## Комментарии
1. ↑  Оригинальное название фильма происходит от английского фразеологизма Down Under[англ.] (примерно «ниже некуда»), которым часто называют Австралию и Новую Зеландию.